# イネいもち病菌
イネいもち病菌(イネいもちびょうきん、稲熱病菌、Pyricularia oryzae)は、イネいもち病の病原菌である。

## 学名
イネいもち病菌(P. oryzae)は1892年に不完全菌として記載され、長年にわたる有性世代の探索の結果1970年代後半になってテレオモルフがMagnaporthe griseaであるとされた。この時点でイネいもち病菌とメヒシバいもち病菌(Pyricularia grisea)の間で交配が成立しないことは明らかであったが、形態上区別することが困難であることから同種として扱われることとなりこの学名(M. grisea)が広く普及した。しかし2000年代になって、両者は生殖的に隔離しているだけでなく明確な遺伝的差異があることが明らかとなり、イネいもち病菌を別種(Magnaporthe oryzae; アナモルフ名P. oryzae)として扱うことが提案された。さらに2013年以降、テレオモルフ名とアナモルフ名の二重命名法が破棄されることとなり、先名権の原則通りP. oryzaeを用いるか、実用上広く普及したM. grisea（あるいはM. oryzae）を用いるかの論争に発展した。Pyricularia/Magnaporthe Working Groupでの検討の結果、Magnaporthe属を利用するためには影響範囲の広い複数の問題があり、原則通りP. oryzaeを用いることとする勧告が取りまとめられた。